# Exhumed
Exhumed – zespół muzyczny z Kalifornii, założony w 1991 roku przez Matta Harveya. Exhumed tworzy muzykę w zakresie brutalnego death metalu. W 1998 roku nagrali swój debiutancki album pt. Gore Metal.

## Muzycy
Obecny skład zespołu
- Wes Caley - gitara
- Matt Connell - perkusja
- Leon del Muerte - gitara (1996-1997), gitara basowa, wokal (2002-2005)
- Matt Harvey - gitara, wokal

Byli członkowie zespołu
- Jake Giardina - gitara basowa, wokal
- Ross Sewage - gitara basowa, wokal
- Mike Beams - gitara, wokal
- Bud Burke - gitara basowa, wokal (Tury Slaughtercult i Gore Metal)
- Ben Marrs - gitara basowa
- Matt Widener - gitara basowa
- Danny Walker - perkusja (3 trasy koncertowe)
- Col Jones - perkusja
- John Longstreth - perkusja (2 trasy koncertowe)

## Dyskografia
| Albumy studyjne - Gore Metal, 1998 - Slaughtercult, 2000 - Anatomy Is Destiny, 2003 - Platters of Splatter (kompilacja), 2004 - Garbage Daze Re-Regurgitated (Cover album), 2005 - All Guts, No Glory, 2011 - Necrocracy, 2013 - Gore Metal: A Necrospective 1998-2015, 2015 Dema - Dissecting the Caseated Omentum (Demo Kaseta), 1992 - Goregasm (Demo Kaseta), 1992 - Grotesque Putrefied Brains (Demo Kaseta), 1993 - Horrific Expulsion of Gore (Demo Kaseta), 1994 | 7"s, EPs i Splity - Excreting Innards (7"), 1992 - In the Name of Gore (Split z/ Hemdale), 1994 - Chords of Chaos (4-Way Split z/ Ear Bleeding Disorder, Necrose, and Excreted Alive), 1997 - Instruments of Hell (split 7" z/ No Comply), 1997 - Indignities to the Dead (Split 7" z/ Pantalones Abajo Mereneros), 1997 - Totally Fucking Dead (Split 7" z/ Nyctophobic), 1998 - Tales of the Exhumed (Split 7" z/ Retaliation), 1998 - Exhumed / Sanity’s Dawn (Split 7"), 2000 - Exhumed / Gadget (7" Split z/ Gadget), 2001 - Deceased in the East / Extirpated Live Emanations (10" Split z/ Aborted), 2003 - Something Sickened This Way Comes / To Clone and to Enforce (Split z/ Ingrowing), 2006 |